# Bad Hindelang
Bad Hindelang est une commune d'Allemagne, dans le land de Bavière. Il s'agit aussi d'une station de sports d'hiver.
Cette station a déjà accueilli des épreuves de coupe du monde de ski alpin dans les années 1970.
Bad Hindelang constitue un centre de villégiature et cure thermale agrémenté en hiver par la pratique du ski.

## Personnalités
- Philipp Neri Chrismann (1751-1810), théologien catholique allemand né à Bad Hindelang.
- Willi Tannheimer (1940-), sculpteur, est né et travaille à Hinterstein, village de Bad Hindelang.

## Liens externes

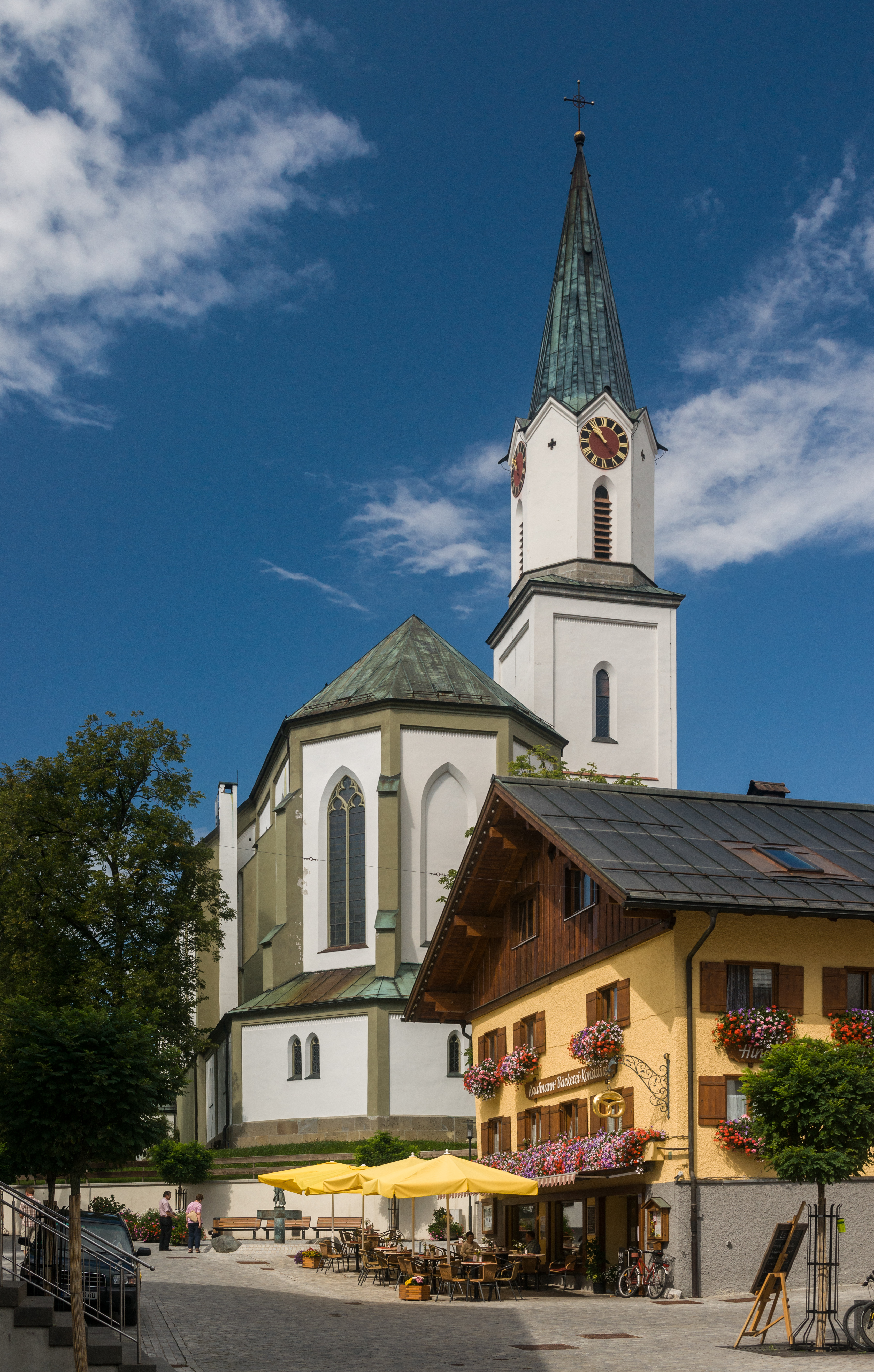
Église de Hindelang.